# Елизавета Маврикиевна
Елизаве́та Маври́киевна (урождённая Елизавета Августа Мария Агнеса Саксен-Альтенбургская; 13 (25) января 1865, Майнинген — 24 марта 1927, Лейпциг) — немецкая принцесса, российская великая княгиня, дочь принца Морица Саксен-Альтенбургского, супруга российского великого князя Константина Константиновича, внука императора Николая I.

## Биография

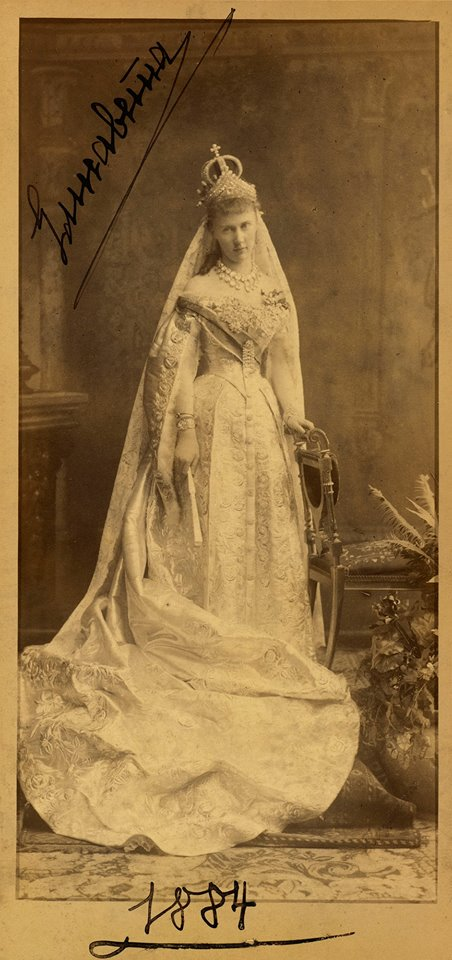
Великая княгиня Елизавета Маврикиевна, 1884

Елизавета Августа Мария Агнеса, принцесса Саксен-Альтенбургская, герцогиня Саксонская родилась 13 (25) января 1865 года в Мейнингене в семье принца Морица Саксен-Альтенбургского (1829—1907) и принцессы Августы-Луизы Саксен-Мейнингенской (1843—1919). Принц Мориц являлся внуком великой княгини Елены Павловны, правнуком императора Павла I по материнской линии и двоюродным братом великой княгини Александры Иосифовны по отцовской. 
Елизавета через своего отца приходилась одновременно троюродной сестрой (через деда по отцу, герцога Георга Саксен-Альтенбургского), троюродной племянницей (через бабушку по отцу, принцессу Марию Луизу Мекленбург-Шверинскую) великому князю Константину Константиновичу, своему будущему мужу. Таким образом, оба были потомками герцога Саксен-Альтенбургского Фридриха Саксен-Гильдбурггаузенского, российского императора Павла I, а также прусского короля Фридриха Вильгельма II. Знакомство с ним состоялось во время короткого визита великого князя Константина в Альтенбург. Принцессе Елизавете было тогда шестнадцать лет, и она пленила его особым шармом и элегантностью манер. Константин Константинович писал:

Взошла луна… Полуночь просияла,

И средь немой, волшебной тишины

Песнь соловья так сладко зазвучала,

С лазоревой пролившись вышины.

Ты полюбила, — я любим тобою,

Возможно мне, о друг, тебя любить!

И ныне песнью я зальюсь такою,

Какую ты могла лишь вдохновить.

Официальное предложение от Константина принцесса получила спустя много месяцев. Помолвка состоялась в Альтенбурге.
Вышла замуж 15 (27) апреля 1884 года в Петербурге, приняла имя Елизавета Маврикиевна, но православия не принимала, оставшись лютеранкой. С мужем поселилась в Мраморном дворце.
Елизавета Маврикиевна усердно изучала русский язык. Своего мужа она любила нежно и беззаветно. Супруг нежно звал её Лиленькой, а при дворе — грубовато Маврой (от её отчества).
Елизавета была обычной женщиной, интересовавшейся будничными делами, увлекалась светскими новостями и сплетнями и не стала духовно близкой своему супругу, не разделяла его творческие порывы и вдохновения. «Со мной у неё редко бывают настоящие разговоры. Она обыкновенно рассказывает мне общие места. Надо много терпения. Она считает меня гораздо выше себя и удивляется моей доверчивости. В ней есть общая Альтенбургскому семейству подозрительность, безграничная боязливость, пустота и приверженность к новостям, не стоящим никакого внимания. Переделаю ли я её на свой лад когда-нибудь? Часто мною овладевает тоска», — писал Великий Князь через несколько месяцев после свадьбы. Отношение Константина Константиновича становились холоднее с каждым годом, Елизавета глубоко переживала обиду, но её любовь к своему избраннику оставалась прежней. Своё счастье она видела в детях, воспитанию которых она уделяла большое внимание.

## Дети
В браке с Константином Константиновичем родилось девять детей:
- Иоанн (1886—1918), убит большевиками, двое детей от брака с принцессой Еленой Сербской (1884—1962).
- Гавриил (1887—1955), был арестован, спасён от расстрела Максимом Горьким, уехал в Финляндию, а затем в Париж; автор воспоминаний. Дважды состоял в браке, детей не имел.
- Татьяна (1890—1979), вышла замуж за Константина Багратион-Мухранского, погибшего в начале Первой мировой войны. В 1921 году вышла замуж за Александра Короченцева, умершего через год. Закончила жизнь в монастыре.
- Константин (1891—1918), убит большевиками.
- Олег (1892—1914), погиб на фронте во время Первой мировой войны.
- Игорь (1894—1918), убит большевиками.
- Георгий (1903—1938), умер в Нью-Йорке в возрасте 35 лет после неудачной операции.
- Наталья (1905), умерла во младенчестве.
- Вера (1906—2001), никогда не состояла в браке. Умерла в Нью-Йорке.

## Потери
29 сентября 1914 года на фронте от тяжелой раны скончался сын Олег Константинович, самый талантливый и самый близкий к отцу. Константин Константинович так и не смог оправиться от потрясения и скончался 2 (15) июня 1915 года. 19 мая (1 июня) 1915 года убит в бою князь Константин Багратион-Мухранский, муж старшей дочери Татьяны.
Через три года после этих тяжких потерь мать лишилась трех сыновей. Иоанн, Константин и Игорь были живыми сброшены в шахту под Алапаевском. Чудом удалось спастись лишь Гавриилу, которого больного на санях вывезли по льду Финского залива.

## Последние годы
После революции, будучи выселенной из дворца, проживала в квартире на Дворцовой набережной. В скором времени покинула Россию вместе с младшими детьми и двумя внуками, уехала в Швецию, затем в Швейцарию, Бельгию и, наконец, в Германию, где и умерла 24 марта 1927 года. Рядом с матерью в годы изгнания находилась младшая дочь Вера. В своей биографии Вера Константиновна написала, что причиной смерти матери был рак.